# آد (جمعية)
آد (بالفرنسية: AIDES)‏ هي جمعية فرنسية لمكافحة فيروس نقص المناعة البشري والتهاب الكبد الفيروسي، تم إنشاؤها في عام 1984 ومعترف بها على أنها ذات منفعة عامة منذ عام 1990. وتنشط الجمعية الرئيسية المتخصصة في مكافحة الإيدز في فرنسا وأوروبا بالإعلام والوقاية والدعم والتعبئة من المصابين بفيروس نقص المناعة البشرية والتهاب الكبد. وهي أحد الأعضاء المؤسسين لتحالف كواليسيون بلس، وهي شبكة دولية من المنظمات غير الحكومية لمكافحة الإيدز والتهاب الكبدي.

## تاريخ

### الأصول
تعود أولى علامات الوباء إلى أواخر السبعينيات، عندما لاحظ الأطباء في نيويورك وسان فرانسيسكو أن العديد من مرضاهم يعانون من الوهن وفقدان الوزن وأحيانًا سرطان نادر وغير نمطي (مثل ساركوما كابوزي). في فرنسا، ظهر أول مقال عن الإيدز في عام 1982 في الأسبوعية غاي بييه ‏، ثم في عام 1983 خصصت جريدة ليبراسيون صفحتها الأولى لهذا "سرطان المثليين". ونشرت باري ماتش أول شهادة. لكن الإنكار لا يزال قوياً للغاية. أُسست أول جمعية فرنسية، اهزم الإيدز (بالفرنسية: Vaincre le sida)‏ ، من قبل نشطاء مثليين في عام 1983.
في عام 1984، بادر عالم الاجتماع دانييل ديفيرت، بعد وفاة رفيقه ميشيل فوكو، بتأسيس جمعية مرتبطة بمكافحة الإيدز. توفي الفيلسوف ميشال فوكو في 25 يونيو دون أن يُعرف سبب الوفاة.

بعد ثلاثة أشهر من وفاته، وضع دانيال ديفيرت أسس هذه الجمعية الجديدة في رسالة بتاريخ 25 سبتمبر 1984 أرسلها إلى بعض الأصدقاء الفكريين والقضاة والأطباء:
علينا أن نواجه علاقتنا بالمرض والعجز والموت. في مواجهة حالة طبية طارئة معينة وأزمة أخلاقية وهي أزمة هوية، أقترح مكانًا للتأمل والتضامن والتحول.

### الإجتماع التأسيسي (1984-1988)
إنعقد الإجتماع التأسيسي في 30 أكتوبر بحضور تسعة أشخاص، وهم: فيليب أرنو، جيل باربيديت (كاتب)، جان بلانكارت (أكاديمي)، تيري لوماكس (مصاب بفيروس نقص المناعة البشرية)، آلان سيبوني (صديق ميشيل فوكو). ودانييل ديفيرت) ، وجان ستيرن (صحفي)، وأنطوان لازاروس (أستاذ الصحة العامة)، وكريستيان ريفون (محامٍ ، ومؤسس المحاماة) وإدموند وايت (روائي). تكون المكتب الأول لـ آدمن: دانيال ديفيرت "الرئيس"، فيليب أرنو، وجان بلانكارت "نواب الرئيس"، جان ستيرن "أمين الصندوق". تم تقديم النظام الأساسي إلى المحافظة في 28 نوفمبر وتم الاعتراف بجمعية آدرسميًا في 4 ديسمبر 1984، (تاريخ النشر في الجريدة الرسمية). وكان مكتبها الرئيسي في منزل رئيسها Daniel Defert. هذف الجمعية هو "تحديد ونشر الاحتياجات الاجتماعية لمرضى الإيدز. إنشاء شبكات دعم المرضى، نشر المعلومات العلمية في الأماكن عالية الخطورة والعامة، تشجيع بحوث الإيدز من خلال التدخلات العامة والدعم المالي، تنظيم حملات للإعلام والوقاية والتمويل والدفاع عن صورة وكرامة المرضى.
اسم الجمعية (AIDES) في إشارة إلى كلمة "مساعد" من الفعل "مساعدة" ، ولكن أيضًا إلى الاسم الإنجليزي سيدا (الإيدز). اختار المؤسس دانيال ديفيرت جمع هذه الكلمة حتى يتمكن من التحدث عن العديد من المساعدات التي يمكن أن تقدمها الجمعية.
في 1984-1985، حاول المؤسسون تعبئة مجتمع المثليين، رغم كل الصعاب. إنهم يواجهون إنكارًا عامًا، سواء من السياسيين المنتخبين أو الإدارة، من بعض الأطباء (لا سيما رابطة أطباء المثليين، AMG) وكذلك من الصحفيين المثليين وبعض النشطاء المثليين الذين ينكرون أو لا يزالون يقللون من مخاطر الإيدز. بحلول عام 1985، تطورت الجمعية بسرعة، وأصبح لدى الجمعية 1200 عضو و 200 متطوع.

## الأهداف
وفقًا للقوانين التي تم تبنيها في عام 2007، تهدف آدإلى:
- تحديد ونشر جميع احتياجات الأشخاص المتأثرين بعدوى فيروس نقص المناعة البشرية أو أي عدوى ذات صلة.
- مساعدة الأشخاص المصابين بعدوى فيروس نقص المناعة البشري ومن حولهم على تلبية احتياجاتهم الاجتماعية والطبية والنفسية والقانونية والمالية والأخلاقية.
- المساهمة في إصلاح النظام الصحي والاجتماعي بناءً على التجارب أو الادعاءات التي قدمتها الجمعية.
- تنفيذ جميع الإجراءات التي تهدف إلى تغيير الممارسات أو الهياكل أو اللوائح عندما تشكل عقبة أمام مكافحة وباء فيروس نقص المناعة البشرية.
- نشر معلومات دقيقة، بالتعاون مع مؤسسات البحوث الأساسية والسريرية، على أوسع نطاق.
- الدفاع عن صورة وكرامة وحقوق الأشخاص المصابين بعدوى فيروس نقص المناعة البشري.
- الترويج لنشر الوثائق المطبوعة والسمعية البصرية والإلكترونية المتعلقة بعدوى فيروس نقص المناعة البشرية ومعرفته وعلاجه والوقاية منه.
- القيام بأعمال التضامن الدولي، ولا سيما من خلال المساعدة على تطوير المنظمات غير الحكومية التي تكافح الإيدز والجماعات المحلية، الفرنسية والأجنبية.
- القيام بأعمال تدريبية تتعلق بالغرض نفسه.